# Az MTV-székház ostroma
Az MTV-székház ostroma a 2006-os magyarországi kormányellenes tüntetések során szeptember 19-ére virradó éjszaka zajlott le.

## Előzmények
Egy Gyurcsány Ferenc által elmondott, belső hallgatóságnak szánt őszödi beszéd hanganyagát 2006. szeptember 17-én, vasárnap délután ismeretlen személy(ek) egyidejűleg a Magyar Rádiónak, az RTL Klubnak és Weyer Balázsnak, az Origo internetes portál főszerkesztőjének egy CD-n, mp3 formátumban juttatták el. A rádió 16 órai híreiben és honlapján is közölte a hírt. 17 óra körül az RTL Klub egyik riporterének Gyurcsány Ferenc Győrben elismerte: ő beszél a felvételen.
Miután nyilvánosságra került Gyurcsány Ferenc miniszterelnök őszödi beszédének hangfelvétele, szeptember 17-én este a budapesti Kossuth téren  polgárok kezdtek gyülekezni.

## Események

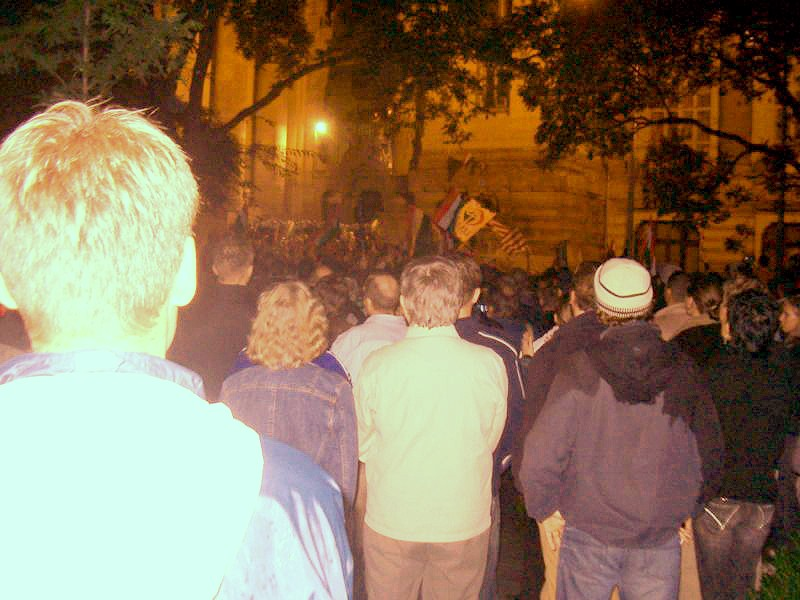
Az MTV-székház ostroma 2006. szeptember 18-án este

2006. szeptember 18-án, hétfőn több ezer tüntető csatlakozott az előző este kezdődött (és később még hónapokig tartó) Kossuth téri tiltakozáshoz, követelték Gyurcsány Ferenc azonnali távozását. A Magyar Televízió (MTV) a 7 órakor kezdődő Híradóban a tömeget  2000-3000 főben határozta meg, este 10 óra előtt Garamvölgyi László  az ORFK szóvivője a Kékfény adásában úgy nyilatkozott, a tömeg szomszéd utcákig ér. A tömegben valamiért az terjedt el, hogy csak 500 főről tudósítottak. Ez a jelenlévőkben nagy felháborodást keltett, aminek következtében a Kossuth téri tömegből több ezren az MTV Szabadság téri főbejáratához vonultak.

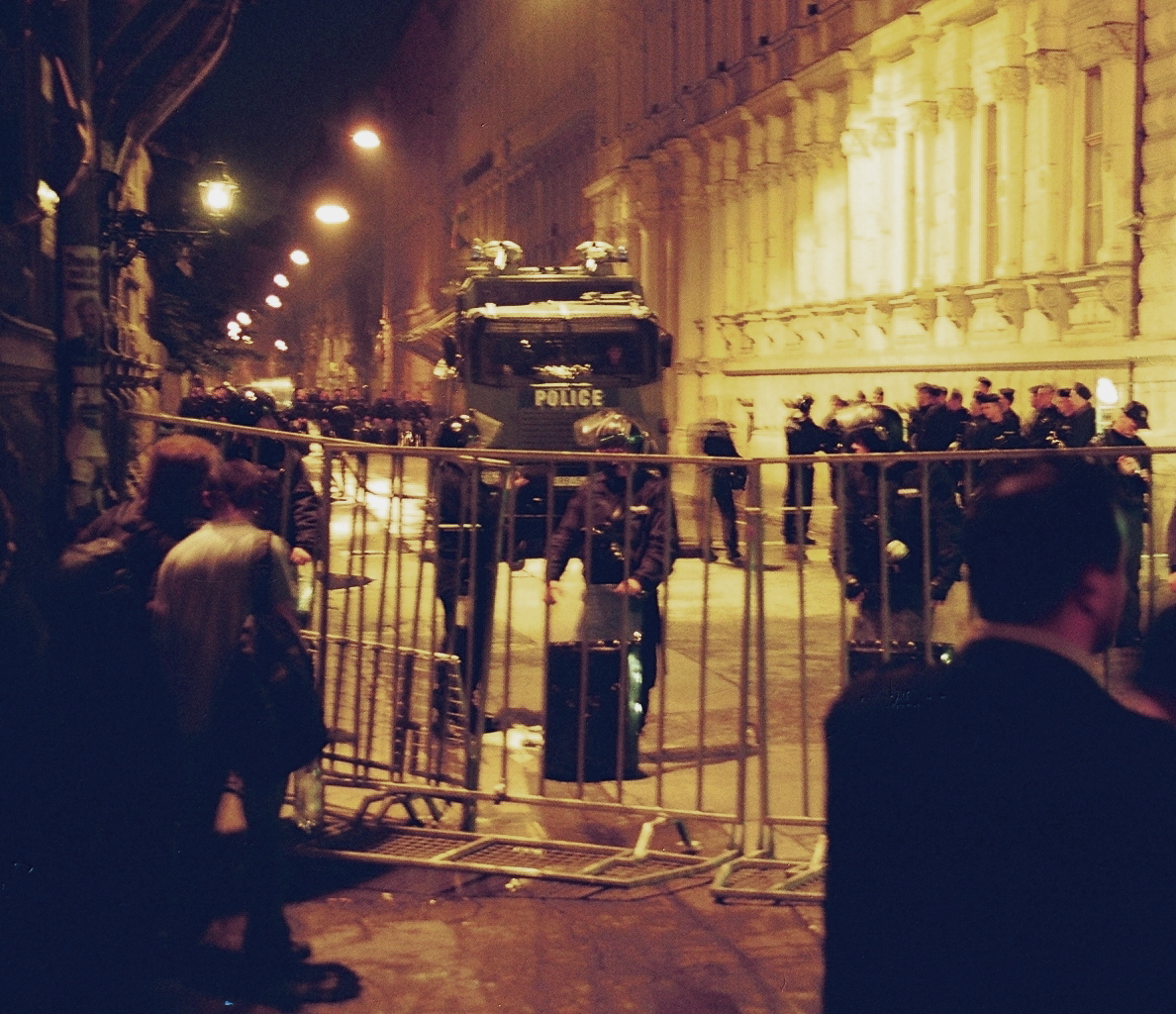
Budapesti utcakép 2006. szeptember 20-án

A Kossuth tériek megszavazták egy petíció elkészítését, amit az MTV-ben akartak beolvastatni. A feladattal Takács Andrást a Szabad Magyarországért Mozgalom vezetőjét és Toroczkai Lászlót a Hatvannégy Vármegye Ifjúsági Mozgalom elnevezésű szervezet vezetőjét bízták meg. A 21 óra 45 perc körül a petícióval a Szabadság térre érkezett a tüntetők egy csoportja, de a székházat őrző biztonsági cég emberei nem engedték be őket a székházba. Ezután Toroczkai visszament a Kossuth térre, és fölszólította a tömeget, hogy menjenek át velük a Szabadság térre. A Magyar Televízió elnöke, Rudi Zoltán továbbra sem volt hajlandó tárgyalni velük. 22 órától rendőrségi erősítés is érkezett a térre. A tüntetők elkezdték kövekkel dobálni és szidni a rendőröket. Folyamatosan érkeztek rendőri egységek, azonban a tömeg egy sikertelen oszlatási kísérlet után beszorította a rendőröket a székház bejáratához.
A Mittó Gábor alezredes vezette rendőrök a székházból ki-kitörve, később több újabb sikertelen kísérletet tettek a tüntetők visszaszorítására. A tüntetők sörösdobozokkal, földből kihúzott díszcserjékkel, a park felszedett burkolóköveivel dobálták a kitörő rendőröket, illetve az épületet, melynek sok ablaka betört. A rendőrök könnygázzal, tűzoltófecskendővel és kődobálással[forrás?] próbálták visszaverni, illetve feloszlásra bírni a tüntetőket. A kialakult csetepaté és dobálózás eredményeképpen a rendőrök többször beszorultak a bejáraton belülre, melyet aztán igyekeztek minél jobban eltorlaszolni. Ezzel párhuzamosan a rendőrök kitöréseinek megakadályozására a tüntetők is elkezdtek építeni egy hevenyészett barikádot a bejárat külső oldalán.
Fél tizenkettőkor a rendőrök egy vízágyús járművel egy időre megtisztították a kapu környékét, ám néhány perc múlva a víz kifogytával vissza kellett vonulniuk, valamint a körülbelül 100 fős támogató köteléket is visszaverték. A tüntetők ezt követően elkezdték felgyújtani a környéken parkoló autókat (így például kiégett Baló György autója is), az egyikről a tűz később átterjedt a székház kapujára. A kiérkezett tűzoltókat a tüntetők segítették a tűzoltásban, de annak befejezése után elvették fecskendőjüket és azt a székház bejáratára irányították. A tűzoltók kb. 1 perc múlva kikapcsoltatták a vizet.
Éjjel fél egy körül a rendőrség egy második tömegoszlatási kísérletet tett, egy vízágyús jármű és mintegy 80-100 gyalogos rendőr részvételével. A vízágyú azonban hamarosan tengelyig elkaparta magát a park vízágyúzástól felázott virágágyásában. Az akció kudarcba fulladt, a gyalogos rendőrök elmenekültek, a kíséret nélkül maradt kocsit a tüntetők körbefogták, felmásztak rá, ütötték, felgyújtották, és minden mozdítható darabját szétszedték. A vízágyúban rekedt rettegő rendőröket a tömeg a „Magyar rendőr velünk tart!” skandálása mellett békésen elkísérte a székház melletti rendőri egységhez.
Nem sokkal a kísérő kötelék visszavonulása után egy néhány tízfős egység érkezett az oszlató kötelék támogatására, azonban mire odaértek, a köteléket már visszaverték. Az egység ekkor egy sikertelen kitörést követően a székház bejáratának bal oldala melletti beszögelésbe szorult, ahol heves kőzápor érte őket a tüntetők részéről. Pajzsaikat maguk elé és fölé emelve védekeztek, a kötelék parancsnoka pedig 6-8 lövést adott le éles lőszerrel pisztolyából. A tömeg „Add meg magad!” és „Magyar rendőr velünk tart!” jelszót skandált, majd megkezdte a rendőrök lefegyverzését. Egy rendőrcsapat gyors beavatkozása azonban kimentette a beszorult kollégáikat.
A rendőrség sikertelen kísérletet tett az épület megvédésére, majd a felgyülemlett füst és könnygázfelhő miatt a kiürítés mellett döntött. Kert Attila hírigazgató végül átvette a tüntetők petícióját. A televízió adását nem sokkal korábban felfüggesztették, a munkatársak elmenekültek az épületből. Az épületben rekedt Navracsics Tibor, Juhász Ferenc és Török Gábor politológus is, akik Az este című televízióműsor vendégei voltak. A politikusok a Nádor utcai hátsó kijáraton távoztak az épületből, miután a tüntetők elfoglalták a székházat és a rendőrség közölte velük, hogy nem tudja tovább szavatolni biztonságukat.
A tüntetők egy csoportja éjjel két óra tájban bejutott a magára hagyott székházba. A bejárat mögött óriási pusztítás fogadta őket. A behatolás megakadályozására rendőrök minden mozdíthatót (például bútorok, ajtók, automaták) a bejárathoz hányva, embermagasságú barikádot építettek. A tüntetők többsége csak körülnézett, az aulában levő bőrfotelekben helyet foglalva, a bekapcsolva hagyott nagyméretű LCD tv-ken, a Hír TV élő adását nézte, egymást és a székházat fényképezte, ám egy csoportjuk kifosztotta a büfét, a ház több szobájából elvitt mozdítható számítógépeket, az archívumból pedig több tucat kazettát.
Az aulában a tüntetők és a szerelésüket rendezgető, pihenő rohamrendőrök már békésen megfértek egymás mellett. Egy szűk óra múlva a rendőrök parancsnoka barátságosan megkérte a közben jelentősen megfogyatkozott számú tüntetőt az épület elhagyására, akik kisebb vita után ezt meg is tették.
Az Magyar Televízió munkatársainak nem esett bántódása, de 113 rendőr és mintegy 50 demonstráló[forrás?] is megsebesült. Az okozott kár csaknem 232 millió forint volt.
A televízió ostroma közben egy, a tömegből kivált másik csoport a kommunista-szocialista időszak egyetlen Budapesten megmaradt köztéri emlékművét, az 1928-ban felállított Ereklyés országzászló helyére 1945-ben emelt Szabadság téri szovjet katonai emlékművet rongálta meg: lefeszegette az önkényuralmi jelképként Magyarországon tiltott „bearanyozott” vörös csillag stilizált motívumát is tartalmazó  szovjet címert és helyére egy "lyukas" nemzetiszín, valamint egy Árpád-sávos zászlót helyezett; leverték a „szovjet felszabadító hősöket” dicsőítő, latin és cirill betűs szöveg betűit és lefeszítették a súlyos domborműveket.
A televízió épületéről egy tüntető leszedte az Európai Unió (EU) zászlaját, hogy egy nemzeti színű lobogóval helyettesítse, de a tömeg „tedd vissza, tedd vissza” kiáltására perceken belül visszatette, és nemzetiszín, illetve Árpád-sávos zászlót az EU zászlaja mellé tűzték. Egy dán EU-s szocialista politikus később Szájer Józsefnek címzett beszédében – a fideszes képviselő elmondása szerint – úgy interpretálta az eseményeket, hogy a tüntetők és zavargók az EU zászlóját égették.
Az MTV adásának újraindulása után a tüntetők nyilatkozatát felolvasták. Az MTV vezetősége szerint csak hajnalban vették át az írást, azt megelőzően senki nem tudatta velük, hogy petíciót szeretnének átadni.
Reggel 9 óra körül még mindig volt néhány száz tüntető a Parlament épülete előtt, 10 körülre már csak néhány tucatnyian maradtak. A nap folyamán a kérdésben megszólalt az ellenzék és a köztársasági elnök is. Sólyom László köztársasági elnök az MTV székházánál történteket köztörvényes bűncselekményekként írta le és tiltakozását fejezte ki az ellen, hogy az erőszakos bűncselekményeket az 1956-os forradalommal párhuzamba állítsák. Az ellenzék a kormányt, a kormány az ellenzéket vádolta a kialakult helyzetért. Az MTV székházából egyúttal kitiltották a HírTv stábját az ostrom elfogult közvetítésének vádjával, utóbbit a HírTV vezetése közleményében a leghatározottabban visszautasította. Petrétei József igazságügyi és rendészeti miniszter benyújtotta a lemondását, amit a miniszterelnök nem fogadott el.

## Televíziós közvetítés
A TV-székház ostromáról élőben csak a Hír TV közvetített, melynek adását átvették a magyar adók, valamint a CNN, és a Reutersen keresztül a BBC, az EuroNews és a Sky News. A HírTV riporterének, Császár Attilának a tudósítását, amiben a székházat megrohamozó tüntetőket „forradalmárok”-ként írta le és az eseményeket az 1956-os forradalomhoz hasonlította, éles bírálatok érték annak vélt elfogultsága miatt. Az Országos Rádió és Televízió Testület (ORTT) több televíziós közvetítéssel kapcsolatban hatósági ellenőrzést rendelt el, majd határozatában megállapította, hogy a Hír TV megsértette a tényszerű és tárgyilagos tájékoztatás, valamint a Magyar Köztársaság alkotmányos rendjének tiszteletben tartását előíró törvényi követelményeket, ezért egymillió forint bírságot rótt ki.
A televízió ostromát közel egymillió magyarországi néző látta élőben.

## Az ostromban résztvevőkkel szembeni következmények
Az eseményeket követően az ott elkövetett bűncselekmények ügyében évekig húzódó nyomozások és perek következtek. Az ostromban résztvevők, a TV-közvetítésben is látható aktív szereplők számához, illetve az elkövetett cselekmények (nagy értékű rongálás, hatóság elleni erőszak, közüzem megzavarása stb.) súlyához képest meglepően kevésnek mondható, mindössze 39 fő ellen indult büntetőper 2008 májusában. A perben 2010 tavaszáig sem született mindenkinél ítélet. Az eddigi ítéletek egy része felmentés, nagy többsége pénzbírság vagy felfüggesztett börtönbüntetés, letöltendő börtönbüntetést alig néhány esetben kezdeményezett az ügyészség, illetve rótt ki a bíróság.
Goró Oszkár, a Fidelitas alelnöke, XV. kerületi képviselő egy tárgyat hajított az épületre. Gorót később a rendőrség letartóztatta, a Fidelitas pedig kizárta.
Szintén őrizetbe került egy a tiltakozók közé állt rendőr főhadnagy, a dunakeszi rendőrkapitányság ügyeletes tisztje, akit kollégái felismertek. Szolgálati viszonyát megszüntették. Valamint később 1 év letöltendő börtönbüntetésre ítélték.
Urbán Flórián, aki akkor az RTL Klub szakkommentátoraként dolgozott, szintén a tüntetésen való részvétel miatt vesztette el munkáját.

## Politikai reakciók
Fejes István, a Jobbik III. kerületi szervezetének elnöke fényképek és TV-felvételek tanúsága szerint jelen volt az eseményeknél, az ostrom alatt az épület lépcsőjén állt, majd a székház belsejében is látható volt. A 2010. évi országgyűlési választási kampány során tartott egy beszédében ő maga így beszélt erről:

„Amikor elfoglaltuk a TV-székházat ... jöttünk ki a székházból, akkor ott megálltam a lépcsőn, és tartottam egy rövid beszédet. Azt mondtam a tömegnek, hogy sikerült! Igen, sikerült bejutnunk ebbe a kis házba, és én mint jobbikos, megígérem nektek, hogy egyszer megkapjátok azt a lehetőséget, hogy egy nagyobb házba kerüljünk be: az Országházba.”

Az október 1-jén tartott önkormányzati választáson ennek ellenére elindították a Fidesz, a KDNP, a MIÉP, a Jobbik és az MDF közös jelöltjeként, és az e pártok színeiben megválasztott képviselőkkel közös, ún. polgári frakció tagjaként vesz részt a kerületi képviselő-testület munkájában.
Sólyom László köztársasági elnök köztörvényes bűncselekményként értékelte a történteket, a parlamenti pártok mindegyike – legalább nyilatkozataikban – elhatárolódtak az erőszakos cselekményektől.

## Vizsgálatok
A rendőrség Ignácz István akkori Pest megyei rendőrfőkapitány vezetésével vizsgálóbizottságot állított fel a Szabadság téren történtek szakmai kivizsgálására, melynek keretében áttekintették a székházat védő rendőri erők parancsnokának, Mittó Gábor alezredesnek időközben nyilvánosságra került és parancsmegtagadást is kilátásba helyező, feletteseivel folytatott belső rádiós beszélgetéseit.
Bene László országos rendőrfőkapitány 2006 novemberében úgy döntött, nem hozzák nyilvánosságra a székház ostromáról készített Ignácz-bizottsági jelentésre adott BRFK-választ.
2010-ben parlamenti vizsgálóbizottság alakult az események tisztázása érdekében.
2010 augusztusában derült ki, hogy készült egy másik jelentés is, amelyet a Gyurcsány-kormány titkosított. A vizsgálatot az ORFK részéről Árvai László és Volter Zsolt alezredesek, valamint Molnár János őrnagy végezték. A jelentés szerint a késedelmes riasztás miatt megállapítható Gergényi Péter akkori budapesti rendőrfőkapitány személyi felelőssége. A jelentés bűncselekmények (parancs iránti engedetlenség és elöljárói intézkedés elmulasztása) és fegyelmi vétségek sorát tartalmazza, amelyet a rendőrség vezetői elkövettek. A vizsgálatok eredményei alapján egyedül Mittó Gábor ellen indult eljárás és őt elmarasztalták.

## Tiltakozások az ostromot követő rendőri intézkedések miatt
Az eseményeket követően jogvédő szervezetek is felemelték szavukat a napokig tartó, sokasodó és jogtalan letartóztatások miatt. A Magyar Helsinki Bizottság és a TASZ a köztársasági elnöknél is tiltakozott.

## Utóhang
A 2022-es választási kampányban a Fidesz az Erdélyben talált, félig megégett szavazólapokkal kapcsolatban közleményt adott ki, amiben kiemelte:

„Nincs két baloldal, egy baloldal van, a Gyurcsány-Bajnai-féle baloldal minden aljasságra képes, 2006-ban tévészékházat gyújtottak fel a hatalom megtartásáért, most szavazólapokat”

– Fidesz sajtóközlemény

Az állítást Orbán Viktor is megismételte interjúiban.

## Kapcsolódó szócikk
- A 2006-os ősz